# Percnostola
Percnostola es un género de aves paseriformes perteneciente a la familia Thamnophilidae que agrupa a dos especies nativas de la cuenca amazónica en América del Sur, donde se distribuyen desde el norte del continente (Colombia, Venezuela, las Guayanas) hasta el noreste de Perú y noroeste de la Amazonia brasileña. Son conocidas popularmente como hormigueros.

## Etimología
El nombre genérico femenino «Percnostola» se comppne de las palabras del griego «perknos» que significa ‘de color oscuro’ y «stolē» que significa ‘vestido’.

## Características
Las aves de este género son dos hormigueros típicos, midiendo entre 14,5 y 15 cm de longitud, con cobertoras alares franjeadas (no punteadas) encontradas en las selvas amazónicas.

## Lista de especies
Según las clasificaciones del Congreso Ornitológico Internacional (IOC) y Clements Checklist/eBird, el género agrupa a las siguientes especies con el respectivo nombre popular de acuerdo con la Sociedad Española de Ornitología (SEO):
| Imagen | Nombre científico     | Autor                                                  | Nombre común              | Estado de conservación | Distribución |
| ------ | --------------------- | ------------------------------------------------------ | ------------------------- | ---------------------- | ------------ |
|        | Percnostola rufifrons | (Gmelin, 1789)                                         | hormiguero cabecinegro    | LC                     |              |
|        | Percnostola arenarum  | M.L. Isler, Álvarez Alonso, P.R. Isler & Whitney, 2001 | hormiguero del Allpahuayo | VU                     |              |

## Taxonomía
Las especies Myrmelastes schistaceus, Myrmelastes leucostigma y Myrmelastes caurensis hicieron parte anteriormente de este género bajo los nombre Percnostola schistacea, P. leucostigma y P. caurensis, pero fueron reasignadas iniclamente al género Schistocichlay posteriormente, con base en los estudios genéticos de Isler et al. 2013, el género Schistocichla fue integrado a Myrmelastes.
Estudios taxonómicos recientes indicaban claramente que la especie Percnostola lophotes estaba más cercana al género Myrmoborus. En el estudio de Isler et al 2013, cuyo objetivo era analizar la monofilia del género Myrmeciza, que incorporó al estudio las especies relacionadas de los géneros Percnostola y Myrmoborus, los resultados de los análisis genético-moleculares sorprendieron al demostrar con muy buen soporte que P. lophotes estaba incluida en un subclado compuesto por las especies de Myrmoborus y que era hermana de Myrmoborus melanurus. La filogenia fue confirmada por las características morfológicas y comportamentales. La Propuesta N° 744 al Comité de Clasificación de Sudamérica (SACC), que propuso transferir esta especie para Myrmoborus fue aprobada.
Los estudios genéticos de Isler et al. 2013 y anteriores, también sugieren que el presente género hace parte de un gran clado que tiene a Myrmeciza longipes en la base y está integrado por los géneros Pyriglena, Myrmoborus, Gymnocichla, Akletos y Hafferia (probablemente también Rhopornis, aunque no incluido en el estudio); a este complejo grupo lo denominaron  «clado longipes», dentro de una tribu Pyriglenini.